# Ploceus preussi
Ploceus preussi là một loài chim trong họ Ploceidae.